# Nanos viettei
Nanos viettei là một loài bọ cánh cứng trong họ Bọ hung (Scarabaeidae).